# Casandria hages
Casandria hages là một loài bướm đêm trong họ Noctuidae.